# ناتیکا
ناتیکا (انگلیسی: Nautica) شرکت پوشاک آمریکایی است، که در سال ۱۹۸۳ توسط دیوید چو تأسیس شد.